# 秋山香乃
秋山 香乃（あきやま かの、1968年1月18日 - ）は、日本の作家。福岡県北九州市門司区生まれ。

## 人物
中学生時代には演劇部でシナリオやコントを書く。シェイクスピアと山崎正和に影響を受ける。その後、日本史に熱中、高校入学の頃より小説を書きはじめる。活水女子短期大学卒業。卒論は司馬遼太郎。卒業後、歴史サークルを主宰。会誌を発行。
現在は歴史小説を中心に文筆活動を行う。夫も時代小説作家の鈴木英治。
2018年に『龍が哭く 河井継之助』で第6回野村胡堂文学賞を受賞。

## 著書
- 『裏切者』文芸社 2002 のち文春文庫（「新選組藤堂平助」と改題）
- 『獅子の棲む国』文芸社 2002 のち中公文庫
- 『歳三往きてまた』文芸社 2002 のち文春文庫
- 『柳生十兵衛神妙剣』文芸社 2003 のち幻冬舎文庫（「十兵衛の影」と改題）
- 『総司炎の如く』日本放送出版協会 2003 のち文春文庫
- 『五稜郭を落した男』文芸社 2004
- 『近藤勇』角川春樹事務所・ハルキ文庫 2004
- 『風冴ゆる』双葉文庫 2005
- 『火裂の剣 助太刀人半次郎』ハルキ文庫 2005
- 茶々シリーズ

『茶々と信長』文芸社 2005 のち文庫（「火の姫 茶々と信長」と改題）　
『茶々と秀吉』文芸社 2006 のち文庫（「火の姫 茶々と秀吉」と改題）　
『茶々と家康』文芸社 2007 のち文庫（「火の姫 茶々と家康」と改題）
- 『新撰組捕物帖 源さんの事件簿』河出書房新社 2005 のち幻冬舎時代小説文庫
- 『黄昏に泣く』双葉文庫 2006
- 漢方医・有安シリーズ

『忘れ形見 漢方医・有安』幻冬舎 2006 のち朝日文庫
『波紋 漢方医・有安』朝日文庫 2010
『ちぎれ雲 漢方医・有安』朝日文庫 2010
『夕凪 漢方医・有安』朝日文庫 2011
- 『諜報新撰組 風の宿り 源さんの事件簿』河出書房新社 2007 のち幻冬舎時代小説文庫
- 『晋作 蒼き烈日』日本放送出版協会 2007
- 伊庭八郎幕末異聞シリーズ

『未熟者 伊庭八郎幕末異聞』双葉社 2009 のち文庫
『士道の値 伊庭八郎幕末異聞』双葉社 2009 のち文庫　
『櫓のない舟 伊庭八郎幕末異聞』双葉文庫 2010
『伊庭八郎凍土に奔る』双葉社 2011 のち徳間時代小説文庫
- 『群雲に舞う鷹』日本放送出版協会 2009
- 『雨に添う鬼 武市と以蔵』講談社 2010
- 『密偵』幻冬舎 2010
- 『氷塊 大久保利通』河出書房新社 2011
- 『天狗照る 将軍を超えた男-相場師・本間宗久』祥伝社 2012
- 『吉田松陰大和燦々』NHK出版 2014
- 『獺祭り 白狐騒動始末記』幻冬舎時代小説文庫 2015
- 『龍が哭(な)く 河井継之助』PHP研究所 2017 のちPHP文芸文庫
- 『氏真、寂たり』静岡新聞社 2019 のち徳間文庫
- 『無間繚乱』徳間書店 2024
- 『頼朝 陰の如く雷霆の如し』静岡新聞社 2024

## 註
1. ↑  会員名簿 秋山香乃｜日本推理作家協会
2. ↑  歴史時代作家クラブ賞と高田馬場の夜 - 芦川淳一雑記帳、2012年5月13日